# Gmina związkowa Rhein-Nahe
Gmina związkowa Rhein-Nahe (niem. Verbandsgemeinde Rhein-Nahe) – gmina związkowa w Niemczech, w kraju związkowym Nadrenia-Palatynat, w powiecie Mainz-Bingen. Siedziba gminy związkowej znajduje się w mieście Bingen am Rhein, które jednak do gminy tej nie należy.

## Podział administracyjny
Gmina związkowa zrzesza dziesięć gmin, w tym jedną gminę miejską (Stadt) oraz dziewięć gmin wiejskich:
1. Bacharach
2. Breitscheid
3. Manubach
4. Münster-Sarmsheim
5. Niederheimbach
6. Oberdiebach
7. Oberheimbach
8. Trechtingshausen
9. Waldalgesheim
10. Weiler bei Bingen